# El príncipe y el mendigo (película de 1990)
El príncipe y el mendigo (The Prince and the Pauper como título original) es una película de dibujos animados del año 1990 con Mickey Mouse como protagonista de la historia en un doble papel; con Goofy, el Pato Donald y Pluto como personajes secundarios; y con Pete como el antagonista.

## Argumento
"En el pueblo de Londres, existió un rey bueno y sabio, que gobernó con paz y compasión en cada rincón del pueblo. El pueblo de Londres prosperó y fue muy feliz. Hasta que un día, el buen rey enfermó, y las tinieblas cayeron sobre toda Inglaterra. Su capitán de la guardia, un hombre malvado y codicioso, saqueó y aterrorizó toda Inglaterra, y lo peor de todo, es que lo hizo en nombre del rey. Hasta que un día..."
Mickey, Goofy y Pluto, tres mendigos que intentan conseguir algo de comida vendiendo leña por el invierno, aunque Goofy vende nieve saborizada, y que además sueñan con "vivir como el rey".
Luego de cantar una canción expresando sus sueños, el carruaje de Pete pasa a su lado, luego de haber dejado sin comida al pueblo de Londres, enterrando en la nieve a nuestros tres amigos. El hambriento Pluto ve sobresalir del carruaje unas salchichas y comienza a perseguirlo, quedándose dentro del castillo del rey. Mickey toca la puerta para que lo dejen entrar, y uno de los soldados le abre la puerta, confundiéndole con el príncipe.
Pete regaña al soldado por "dejar entrar a cualquiera", señalándole donde está el verdadero príncipe: teniendo sus aburridas clases con su aburrido profesor. El profesor le enseña al príncipe sobre trigonometría, mientras el último mira por la ventana a los niños jugando con la nieve. El príncipe, al ser descubierto por su profesor, es burlado por Donald. El príncipe se venga provocando a Donald, mientras el profesor está distraído escribiendo en la pizarra, hasta el punto tal que Donald golpea, sin querer, al profesor, echándole el último de la sala, volviendo el príncipe a sus aburridos estudios. Pero escucha un alboroto abajo: es Pete, quien intenta sacar al mendigo Mickey y a Pluto del castillo. El príncipe ordena que se lo traigan enseguida. Pete, de una patada, hace pasar a Mickey por la puerta, y a Pluto lo echa del castillo de una patada también.
Mickey, asombrado de estar dentro del palacio del rey, derrumba, sin querer, las armaduras, cayéndose uno de los yelmos sobre su cabeza. El príncipe llega para averiguar qué sucede, pero otro de los yelmos cae sobre su cabeza. Mickey se encuentra con su  doble quien resulta ser el príncipe y se sorprenden al ver que son totalmente iguales. El príncipe le cuenta al mendigo que se aburre con su vida: levantarse temprano, estudiar todo el día, tener todas las noches fiestas y banquetes y luego, irse a dormir temprano. Entonces, al mirarse los dos en el espejo, se dan cuenta de que pueden intercambiar de vestuario y uno tomar el rol del otro. El príncipe tranquiliza a su doble diciendo que para gobernar necesita decir sólo dos cosas: "¡Que espléndida idea, que bueno que se me ocurrió!" y ¡Guardias, deténganlo!, y si hay algún problema, todos reconocerán al verdadero príncipe por la sortija real. El príncipe, disfrazado de mendigo, baja por la ventana, engañando al Capitán Pete, quien cree que es el mendigo. Pete echa al "mendigo" de una patada, al igual que a Pluto. El príncipe conoce a sus "nuevos amigos mendigos". 
Mientras, el verdadero mendigo es desafiado con sus estudios, como química, donde la fórmula le explota a Donald en la cara, o incluso, el adiestramiento de un cóndor. Mientras el príncipe intenta hacer que un perro juegue con él al arrojarle su hueso, lo único que logra es que el perro lo haga correr de miedo. Luego de conseguir escapar, el príncipe ve cómo un par de soldados intentan robarle una gallina a una madre y sus dos hijos, argumentando que es para el rey. Pero llega el príncipe, disfrazado aún del mendigo, ordenando que devuelvan la gallina. Los soldados le arrojan una calabaza encima y se marchan, pero no le creen que él sea el verdadero príncipe. Los niños le ayudan a levantarse y le dicen, creyendo lo que dicen los soldados desde hace años, que el rey les quita la comida. Pero un carruaje, el que transporta la comida robada del pueblo, pasa y el príncipe lo detiene, mostrando la sortija real. Todos hacen una reverencia mientras el príncipe devuelve la comida. Pero los soldados, que habían sido llamados por el hombre que conducía el carruaje, intentan detener al príncipe, acusándole de farsante. El príncipe escapa con Goofy, con un poco de ayuda de los demás plebeyos. Uno de los soldados que reía, ahogado de borracho, al lado de Pete, le dice que "uno de los mendigos tenía la sortija real". Pete se alarma, sabiendo entonces que el que echó era el príncipe. El soldado se burla de él diciendo que "le van a dar". Pete contesta que "no, si no regresa con vida".
El mendigo, disfrazado del príncipe, es llamado por el profesor de parte de su "padre". Mickey entra a la habitación de su "padre", mientras este último le dice: "Hijo mío, desde el día en que naciste juré prepararte para este momento. Pronto me marcharé y tú serás el rey. Prométeme que gobernarás sobre todos con tu corazón, con justicia y serenidad". Mickey contesta: "Lo...prometo". El rey finalmente muere.
El mendigo sabe que, ahora que el rey ha muerto, debe buscar al verdadero príncipe para ser coronado. Pero aparece Pete por detrás, quien lo amenaza con asesinar a su perro si no se corona.
El verdadero príncipe oye las campanas, anunciando la muerte de su querido padre. El príncipe, sabiendo que deberá continuar la obra de su padre, decide volver inmediatamente al palacio. Pero aparece Pete y logra capturarlo, y lo mete al calabozo junto con Donald, mientras inicia la coronación. El vergonzoso mendigo no quiere pasar, pero detrás de la cortina está Pete ahorcando a Pluto. El príncipe le ordena al guardia que los deje salir, pero éste se niega a obedecer. Una figura negra sube las escaleras: un hombre encapuchado armado con un hacha. El guardia cree que el que viene a ejecutar al príncipe, pero usa el hacha para golpear al guardia en la cabeza. Entonces se quita la capucha: se trata nada más ni nada menos que de Goofy. Goofy intenta averiguar que llave abre la celda, mientras van llegando los demás soldados. Donald abre la puerta, y los tres huyen hasta el final del pasillo, logrando hacer caer a todos los soldados. 
El mendigo, que lucha para no ser coronado, finalmente detiene al obispo, y ordena a los guardias a atrapar a Pete. Pero Pete se defiende señalando al mendigo como un impostor.
El príncipe llega a tiempo antes de que maten al mendigo, y hace su entrada. El príncipe y el Capitán Pete luchan mientras los demás soldados son derrotados por la torpeza de Goofy y la cobardía de Donald. Hasta que el príncipe le corta los pantalones a Pete, revelando unos calzoncillos con corazones, y siendo empujado éste por la ventana por sus atrapados soldados dentro de una araña del techo.
El confundido obispo no sabe a quien coronar, hasta que Pluto reconoce al verdadero mendigo.
El príncipe es coronado, y gobierna durante muchos años con justicia y compasión para todos.

## Reparto
- Mickey Mouse/Príncipe - Wayne Allwine
- Pete - Arthur Burghardt
- Goofy/Pluto/Horace/Primera Comadreja - Bill Farmer
- Clarabelle - Elvia Allman
- Donald - Tony Anselmo
- Rey/Obispo Búho - Frank Welker
- Segunda y Tercera Comadreja/Cerdo del carromato/Barquero/Campesino - Charlie Adler
- Narrador - Roy Dotrice

## Doblaje

### Doblaje Latinoamericano
- Mickey Mouse / Príncipe - Raúl Aldana
- Pluto / Pedro / Goofy / Rey - Francisco Colmenero
- Donald - Ruy Cuevas
- Horacio - Luis Puente
- Clarabella - Nancy McKenzie
- Comadrejas - Arturo Mercado, Rubén Trujillo y Yamil Atala
- Narrador / Obispo Búho - Raúl de la Fuente

### Doblaje España
- Mickey Mouse / Principe - José Padilla
- Pluto / Goofy - David García Vázquez
- Pete - Juan Fernández Mejías
- Donald - Héctor Fernández Lera
- Horace - Roberto Encinas
- Clarabelle - Laura Palacios
- Rey/Cerdo del carromato - Víctor Agramunt
- Comadrejas - Juan D'ors
- Obispo Buho - Eduardo Moreno
- Narrador / Barquero - Julio Núñez
- Campesino - Antonio Villar

## Equipo
- Director: George Scribner
- Productor: Dan Rounds
- Escritores: Mark Twain, Gerrit Graham y Sam Graham
- Música: Nicholas Pik
- Editing: H. Lee Peterson
- Director de Arte: Thom Enriquez